# 興隆街道
興隆街道（こうりゅうがいどう）は、南京市建鄴区の街道。現行行政地名は興隆街道月安社区、興隆街道仁河社区などの社区12個がある。

## 行政区画
12社区を管轄する。

## 施設
・介護施設：
・図書館：

### 交通
・地下鉄の駅：

### 教育
・大学：
・中学：
・小学：

### 医療
・病院：

### 娯楽
・体育館：